# Joeri Gidzenko

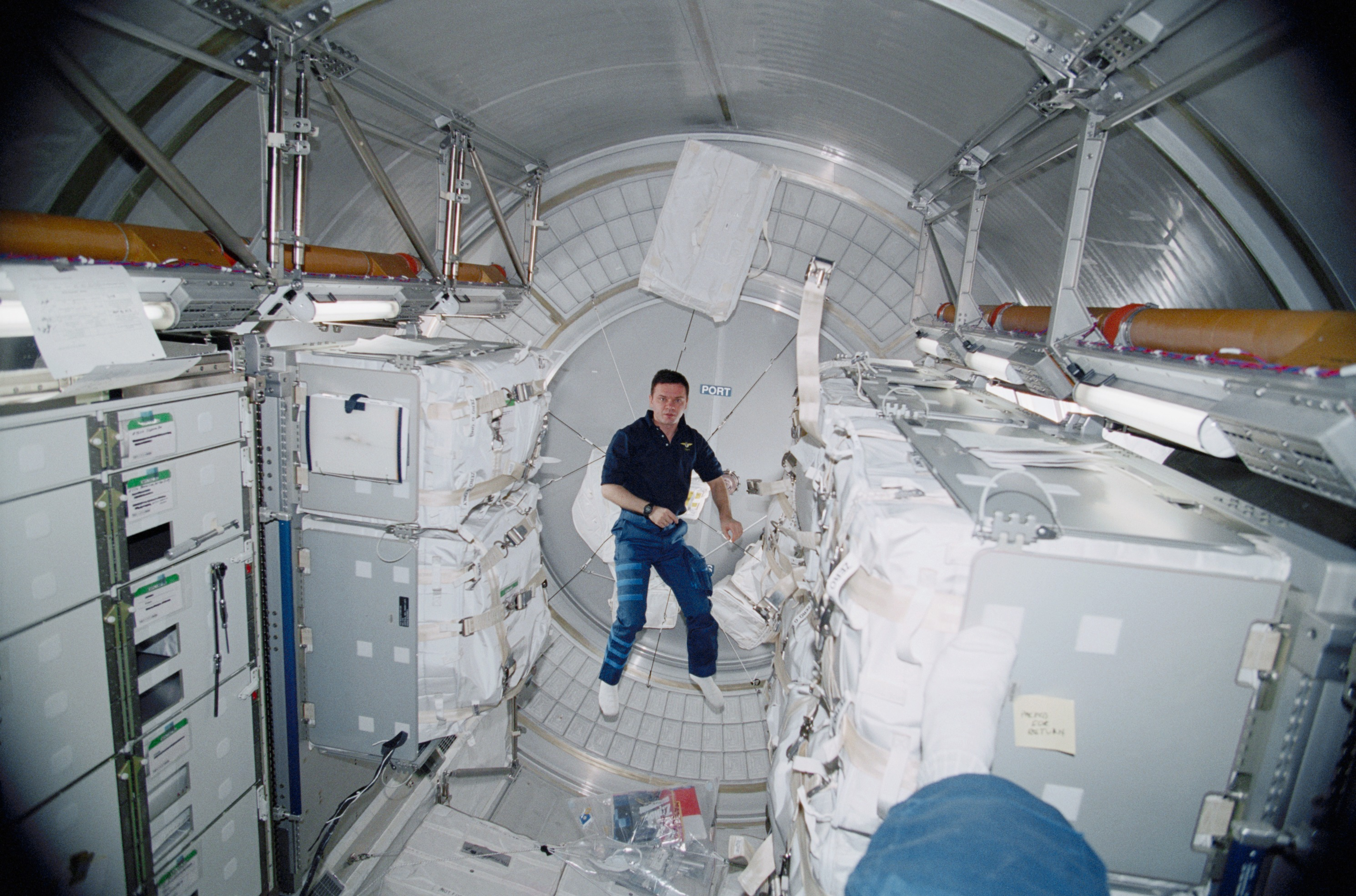
21 maart 2001 - Cosmonaut Joeri Pavlovitsj Gidzenko aan boord van Leonardo.

Joeri Pavlovitsj Gidzenko (Russisch: Юрий Павлович Гидзенко) (Jelanez, Oblast Mykolajiv, 26 maart 1962) is een Russisch kosmonaut.
Hij studeerde af aan de hogeschool voor militaire piloten in Charkov. Op 26 maart 1987 werd hij geselecteerd als kosmonaut. Hij verbleef, met de Sojoez TM-27 in 1996, de Sojoez TM-31 in 2001 en de Sojoez TM-34 in 2002, in totaal 329 dagen, 22 uur en 44 minuten in de ruimte. 